# Obóz koncentracyjny Sinŭiju
Obóz koncentracyjny Sinŭiju – północnokoreański obóz koncentracyjny mieszczący się w prowincji P'yŏngan Północny w pobliżu granicy z Chinami. W obozie znajduje się ok. 2500 więźniów.
Więźniowie są często torturowani i zabijani przez pracowników obozu. W obozie więźniów zmusza się do produkcji ubrań. Osadzeni otrzymują dziennie posiłek składający się z 450 gramów fasoli i ryżu. Za próbę ucieczki z obozu więźniowie są zabijani podczas publicznych egzekucji. Wielu więźniów umiera w wyniku chorób skóry i chorób płuc.